# Кузаго
Куза̀го (на италиански: Cusago, на западноломбардски: Cüsàch, Кюзак) е малко градче и община в Северна Италия, провинция Милано, регион Ломбардия. Разположено е на 126 m надморска височина. Населението на общината е 3676 души (към 2012 г.).